# Паш, Борис
Бо́рис Теодор Пэш (англ. Boris Theodore Pash, также Бори́с Фёдорович Пашковский; 20 июня 1900, Сан-Франциско, Калифорния — 11 мая 1995, Гринбрей, Калифорния) — американский военный контрразведчик русского происхождения. Играл ключевые роли в курировании Манхэттенского проекта, операций «Скрепка» и «Алсос».

## Биография
Его отцом был Фёдор Николаевич Пашковский, русский православный священник (в 1934—1950 годах — митрополит всей Америки и Канады Феофил), который был направлен Церковью в 1894 году в Калифорнию. Мать —  Элла Дабович из семьи выходцев из Черногории, родившаяся в Калифорнии, поэтому Борис с детства свободно владел английским и сербохорватским языками, позднее овладев немецким и французским.

### Молодость в России
К 1913 году семья вернулась в Россию. Борис обучался в 12-й московской гимназии. В годы Первой мировой войны его отец служил военным священником в 52-й пехотной дивизии. С августа 1916 по май 1917 года Борис служил там же, в 52-й артиллерийской бригаде. Принимал участие в боях. К весне 1918 года он работал в YMCA и обучался в гимназии в Симферополе. Зимой 1920 года поступил в военно-морские части Белой армии, где служил в команде крейсера «Генерал Корнилов» и использовался как переводчик на переговорах с англичанами. Был награждён Георгиевским крестом 4-й степени.

### Эмиграция в США
В 1920 году Борис женился на Лидии Ивановой, а когда стало ясно, что власть в стране окончательно перешла в руки большевиков, решил эвакуироваться с Врангелем. В 1921 году он сотрудничал с Христианской ассоциацией молодых людей в Берлине, где 14 июня родился его сын Эдгар Константин Борис Пашковский (также известный как Эдгар К. Б. Пэш).
После возвращения с семьёй в Соединённые Штаты Пашковский поступил в Спрингфилдский колледж (штат Массачусетс), где получил степень бакалавра в области физического воспитания. В сентябре 1924 года он укоротил фамилию с «Пашковский» на «Пэш». Продолжив образование, он получил степень магистра в Университете Южной Калифорнии. До Второй мировой войны Пэш преподавал физкультуру и тренировал бейсболистов в Высшей школе Голливуда в Лос-Анджелесе, дослужившись до главы атлетического департамента.

### Вторая мировая война
Ещё в 1930 году Борис попал в резерв армии США, принёс присягу и получил чин 2-го лейтенанта. Пройдя месячные сборы по призыву в мае 1940 года, он был призван в вооружённые силы сроком на один год. В марте 1941 срок службы продлили ещё на год. В декабре США вступили в мировой конфликт, а Пэша перевели из 9-го корпуса в штаб Западного военного округа и 4-й армии, где капитан Пэш стал одним из восьми помощников заместителя начальника штаба по разведке.
После налёта на Перл-Харбор, Пэш участвовал в совещаниях на тему интернирования американцев японского происхождения. В сентябре 1942 года Пэш повышен до главы контрразведки военного округа. Попутно весной 1943 года, совместно с ФБР, Пэш борется с коммунистическим проникновением в Сан-Франциско и Беркли. В июле 1943 года рассматривал дело классика американской прозы Джона Стейнбека; Борис не доверял знаменитому писателю и считал, что его прошение о службе в вооружённых силах не должно быть удовлетворено.
К весне 1943 занимался вопросами безопасности Манхэттенского проекта в Лос-Аламосе. В августе 1943 года Пэш лично допрашивал Оппенгеймера, руководителя Манхэттенского проекта, по подозрению в том, что тот скрыто состоит в коммунистической партии США. Пэш допускал возможность того, что Оппенгеймер является шпионом, сдающим информацию Советам. В свою очередь, Оппенгеймер, которому делались недвусмысленные предложения сотрудничать с Москвой, «скормил» Пэшу целую теорию о том, что в лаборатории может существовать разведсеть. На почве аналогичных подозрений он расследовал связь учёных с коммунистической партией в лаборатории Эрнеста Лоуренса в Беркли. Коллеги Бориса запомнили его как фанатичного любителя своей работы, искренне ненавидевшего коммунистов.

### Миссия «Алсос»
В конце 1943 года Пэш был назначен главой миссии «Алсос». Целью этой операции было определить, насколько далеко Страны Оси продвинулись в создании ядерного оружия, а также обезвредить ядерное сырьё и захватить учёных, работавших над ядерным проектом нацистской Германии. В рамках миссии «Алсос I» Пэш и небольшая команда специалистов высадились в Италии, собрав первичные данные о немецком ядерном проекте. Более крупномасштабная вторая миссия «Алсос» была осуществлена на территории Франции, Бельгии и Германии. «Атомный спецназ» извлёк десятки тонн урановой руды, а также захватил ценнейшие данные и немецких специалистов, включая Отто Гана, Макса фон Лауэ и Вернера Гейзенберга.

### После войны
К середине 1946 года Пэш был направлен в Токио, где служил в штабе под командованием генерала Дугласа Макартура в качестве начальника отдела по связям с иностранцами. Пэш участвовал в приёме, в числе прочих, и советских делегаций. Благодаря усилиям Бориса Пэша, заручившегося поддержкой Макартура, удалось предотвратить переход Японской православной церкви под юрисдикцию Московского патриархата. Вместо этого отец Пэша, глава фактически независимой Американской митрополии митрополит Феофил (Пашковский), направил в Японию епископа Вениамина (Басалыгу), в то время как сам Борис убедил японских верующих, что под крылом США им будет комфортнее. В декабре 1946 года посланцев РПЦ МП не допустили в Японию, а 6 января 1947 года Вениамин прибыл в Токио.
Борис вернулся в Европу весной 1949 года, когда его назначили представителем армии США при ЦРУ. Пэш возглавил «программный отдел 7» (ПО-7), который занимался ликвидацией двойных агентов и осуществлял подрывные операции в сфере основного противника. Так, весной 1949 года Пэшу были предложены соображения о том, как начать переворот в Албании, что уже в конце июня приняло форму операции «Изверг». Начинание оказалось дорогостоящим, но неудачным. Помимо этого, Пэш участвовал в подготовке Австрии к партизанской войне на случай советского вторжения (Операция «Гладио»).
К концу 1953 года Пэш вернулся в Сан-Франциско, где занял должность начальника отдела криминальных расследований при разведке 6-й армии. Весной 1954 года Пэш был одним из ключевых свидетелей на процессе по делу Оппенгеймера. Под давлением, «отец ядерной бомбы» признал, что соврал Пэшу в 1943 году на допросе, что привело к лишению Оппенгеймера доступа к секретам.

### В отставке
Борис Пэш вышел в отставку в июне 1963 года, награждён медалью «За выдающиеся заслуги». Доход приносила открытая им переводческая контора. Активно участвовал в жизни православных в Вашингтоне: в 1959 году его избрали президентом церковной корпорации при соборе Святого Николая, проект по перестройке которого Пэш курировал. Автор мемуаров, активно поддерживал контакт с бывшими сослуживцами. В 70-е годы Пэш стал фигурантом Уотергейтского скандала, когда Говард Хант дал против Бориса показания в связи с деятельностью ПО-7. В 1981 году Пэш был допрошен в рамках слушаний по делу об интернировании американцев японского происхождения.
Полковник Пэш был увековечен в Зале славы военной разведки США в 1987 году. После Августовского путча посетил Россию. Скончался в возрасте 94 лет в Гринбрей, штат Калифорния, похоронен на кладбище в Колме (пригород Сан-Франциско).

## Труды
Pash, Boris T. (1980). The Alsos Mission. New York: Charter Books. ISBN 978-0-441-01790-4

## Воплощения в литературе и кино
В советском художественном кинофильме «Выбор цели» (1974), снятом по одноимённой повести Даниила Гранина, посвящённой истории создания атомной бомбы, в роли Бориса Пэша снялся Олег Басилашвили. Пэш также является одним из персонажей серии комиксов, созданных по вселенной компьютерной игры «Кредо убийцы». В фильме «Оппенгеймер» (2023) режиссера Кристофера Нолана Пэша играет Кейси Аффлек.